# Расгулла
Расгулла або Росоголла — індійський десерт у вигляді сиропу, популярний на Індійському субконтиненті та в регіонах з південноазійською діаспорою. Виготовляється расгулла з кульових вареників чіни (індійський сир) та манної крупи, зварених у легкому сиропі з цукру.
Страва виникла у східній частині Індійського субконтиненту. Сучасні індійські штати Західна Бенгалія та Одіша кожен заявляє, що це його батьківщина. Бангладеш також заявляв, що це його батьківщина, але не подавав заявку на тег географічних зазначень для расгулла.
Сформований урядом Одіші комітет (2015 р.), стверджував, що солодощі походять з Одіші Там його пропонують у храмі Пурі Джаганнатх. Уряд Західної Бенгалії у 2016 році подав заявку на отримання географічного зазначення (GI) для варіанта бенгальської Расгулла, пояснивши, що варіанти Бенгалії та Одіші відрізняються "як кольором, текстурою, смаком, вміст соку та способом виготовлення ".
У 2017 році Західна Бенгалія отримала статус географічного зазначення расгулли, і Одіша може також вимагати його, якщо вони розміщують місце походження свого варіанту разом із кольором, текстурою, смаком, вмістом соку та способом виготовлення.
У 2018 році уряд Одіші подав заявку на отримання статусу ГІ для «Одіші Расаголи» і це було затверджено Реєстром Індії, а згодом Одіша отримав свій власний статус Расаголи ГІ 29 липня 2019 року.

## Імена
В Одії десерт відомий як Rasagola, а в бенгальській — Rosogo Paclla або Roshogolla. Расгулла походить від слів ras («сік») і gulla («кулька»). Інші назви страви включають Roshgulla (Sylheti), Rasagulla, Rossogolla, Roshogolla, Rasagola, Rasagolla, та Rasbhari або Rasbari (непальська).

## Історія

### Претензії до храмової традиції Пурі Одіші
На думку істориків Одіші, расгулла виникла в Пурі, як кхіра мохана, яка згодом перетворилася на рагулу Пахала. Традиційно його пропонували як бхог богині Лакшмі в храмі Джаганнатх, Пурі. Згідно з місцевою легендою, Лакшмі хвилюється, бо її чоловік, лорд Джаганнатх, їде на 9-денний відпочинок (ратха-ятра) без її згоди. Вона заважає його обозу повторно потрапити до святилища храму замкнувши одні з воріт храму. Щоб заспокоїти, Джаганнатх пропонує їй розгул. Відтоді ця традиція, ритуал знаменує повернення божеств в храм після Ратха — ядра.
Дослідники храму Джаганнатха заявляють, що традиція існує з 12 століття, коли вперше було побудовано сучасну структуру храму. Пуджапанда ж стверджує, що ця традиція датується 18 століттям. За словами Махапатри, кілька храмових писань, яким більше 300 років, свідчать про ритуал пропонування рагулли в Пурі.
Народні перекази зберегли легенду про священника з храму Джаганнатх, який навчив селян з околиці столиці Одіші мистецтву сичужності, яке стало основою рецепту расгулли. Йому було просто несила дивитися, коли власники корів села Пахала викидали надлишок зіпсованого молока. Таким чином, Пахала стала найбільшим ринком солодощів на основі хени в цьому районі.
За словами бенгальського історика кулінарної справи Пріта Сену, в середині 18 століття в бенгальських будинках працювало багато кухарів Одії, які готували расгуллу разом з багатьма іншими стравами. Згідно з іншою теорією, бенгальські відвідувачі Пурі могли перенести рецепт расгулли до Бенгалії в дев'ятнадцятому столітті.
Це твердження оспорюють бенгальські історики. На їх думку до 17 століття в Індії немає посилань на сир. Солодощі на основі молока в основному складалися з хоа, Солодощі ж на основі сиру появилися внаслідок португальського впливу. Тому можливість страви на основі сиру, що пропонується в храмі Джаганнатх у 12 столітті, є малоймовірною. За словами нащадка Нобіна Чандри Даса Аніміха Роя та історика Харіпади Бовміка, расгулла навіть не згадується як один із чгаппан-бгог («56 приношень») у ранніх записах Храму, а назва солодкого була придумана в Бенгалії. Вони також заявляють, що було б блюзнірством пропонувати божеству щось із зіпсованого молока (чхена). Однак Майкл Крондл стверджує, що індуїстські дієтичні правила різняться залежно від регіону, і цілком можливо, що цього обмеження не існувало в сучасній Одіші.
За словами Асіт Моханті, дослідника Одії з питань культу і традицій Джаганнатха, солодощі згадуються як «Расагола» в тексті XV століття Джагамохана Рамаяна з Баларама Даса. У тексті расагола згадується разом з іншими солодощами, знайденими в Одіші. Асіт Моханті називає Чхеналаду, Чхенапурі та Расабалі - відомі сирні солодощі того часу. У древньому тексті Премапанчамрута Бгупаті також згадується сир (Чхена), де запевняють: ще до приїзду в Одішу португальців процес виготовлення сиру був відомим.

### Претензії на винахід у Західній Бенгалії
Вважається, що на територію сучасної Західної Бенгалії губчаста біла рагулла була завезена в 1868 році кондитером на базі Калькутти на ім'я Нобін Чандра Дас. Дас почав робити розгулу, обробляючи суміш хени та манної крупи у киплячому цукровому сиропі. Його нащадки стверджують, що його рецепт був оригінальним, але цей факт не доказано. Згідно з іншою теорією, він модифікував традиційний рецепт розгулли Одіші, щоб отримати цей менш швидкопсувний варіант.
Інша теорія полягає в тому, що рагуллу вперше підготував хтось інший у Бенгалії, а Дас її лише популяризував. Теорія викладена у книзі «Банглар Хабар» (1987). Історик продовольства Пранаб Рей стверджує, що чоловік на ім'я Браджа Мойра ввів розгулу у свою крамницю біля Високого суду Калькутти в 1866 році, тобто за два роки до того, як Дас почав продавати страву. Панчана Бандопадгайа у 1906 році писав, що расгулла була винайдена в 19 столітті Харадганом Мойрою, солодким виробником на основі Фулії, який працював на Пал Чоудгурі з Ранагата. За даними газети Mistikatha, багато інших людей готували солодощі подібні до расгулли під різними назвами, такими як хатінголла, бгабанігола та расуголла, гопалголла (готується Гопал Мойра з району Бурдван). Історик продовольства Майкл Крондл заявляє, що незалежно від свого походження, расгулла, ймовірно, передує Нобіну Чандрі Дасу. Брошура про продаж компанії, яку ведуть нащадки Даса, також натякає на це.
Бгагвандас Багла, підприємець з Марварі та клієнт Nobin Chandra Das, популяризував бенгальську расгуллу за межами місцевості магазину, замовивши її на величезні суми..

### Претензії бангладешського походження
Португальці робили солодкий сир з молока в шостому столітті. І якраз вони привезли його з собою в Бенгалію. Тоді дружини Бангалі імпровізували приготування страви. Пізній ветеран, автор рецептів і поціновувач продуктів харчування Шоват Осман, повідомив BBC Bangla, що предки Нобіна Чандри Даса, виробника Расгулли, родом з Барісала, і вони мешкали недалеко від Патуахалі. Вважається, що основне походження формулюється в Бангладеш, а потім стало популярним у Колката.

### Сучасна популярність
У 1930 році син Нобіна Чандри Крішна Чандра Дас впровадив вакуумну упаковку, що призвело до наявності консервованих Расгулласів. Це зробило десерт популярним за межами Калькутти, а згодом і за межами Індії. Син Крішни Чандри Сарада Чаран Дас заснував компанію KC Das Pvt Ltd в 1946 році. У 1956 році молодший, відчужений син Саради Чаран, Дебендра Нат, заснував KC Das Grandsons.
Консервовані рагули сьогодні можна придбати по всій Індії, Бангладеші та Пакистані, а також у продуктових магазинах Південної Азії за межами субконтиненту. У Непалі Расгулла став популярним під назвою Расбарі.
Зневоднені рагули та інші страви для індійських астронавтів розробляє індійське космічне агентство ISRO для запланованих пілотованих місій.
У 2015 році уряд Одіші ініціював отримання статусу географічного зазначення (GI) для расагулли, зробленої в Пахалі. Щоб підтвердити Одішу як місце походження страви, 30 липня жителі Одіші святкували «Расагола Дібаса» («День Расгулли»). У серпні Західна Бенгалія вирішила законно оскаржити крок Одіші щодо отримання статусу ГІ. Відомий журналіст та дослідник харчових продуктів Бгакта Трипаті та член комітету подали досьє, що містить історичні докази походження Расгулли в Одіші. Відділ науки і технологій уряду Західної Бенгалії також розпочав процес отримання власного статусу ГІ для десерту.

## Расагола Дібаса
30 липня стало загальноприйнятим святом як перший день святкування походження Расгулли від Одіша. Це започаткували в 2015 році в день «Niladri Bije», була розпочата кампанія в соціальних мережах з використанням хештегу #RasagolaDibasa У співпраці з кондитерами Пахали відсвяткували виставку-рагуллу в Бубанешварі. Художник із піску Сударшан Патнаїк зробив піщану скульптуру на пляжі Пурі із зображенням «Ніладрі Біє» та Джаганнатха, пропонуючи розгулу Лакшмі.
Домовилися святкувати Расаголу Дібасу на десять Ніладрі Біє за місячним календарем. У 2016 році Расагола Дібаса відзначалася вже17 липня.

## Підготовка
Для приготування расгулли з сиру (чхени) формують маленькі сирні кульки. Потім ці кульки тушкують у цукровому сиропі. Його також можна приготувати за допомогою духовки , або скороварки. Під час подачі додають краплю рожевої води для посилення смаку та аромату.

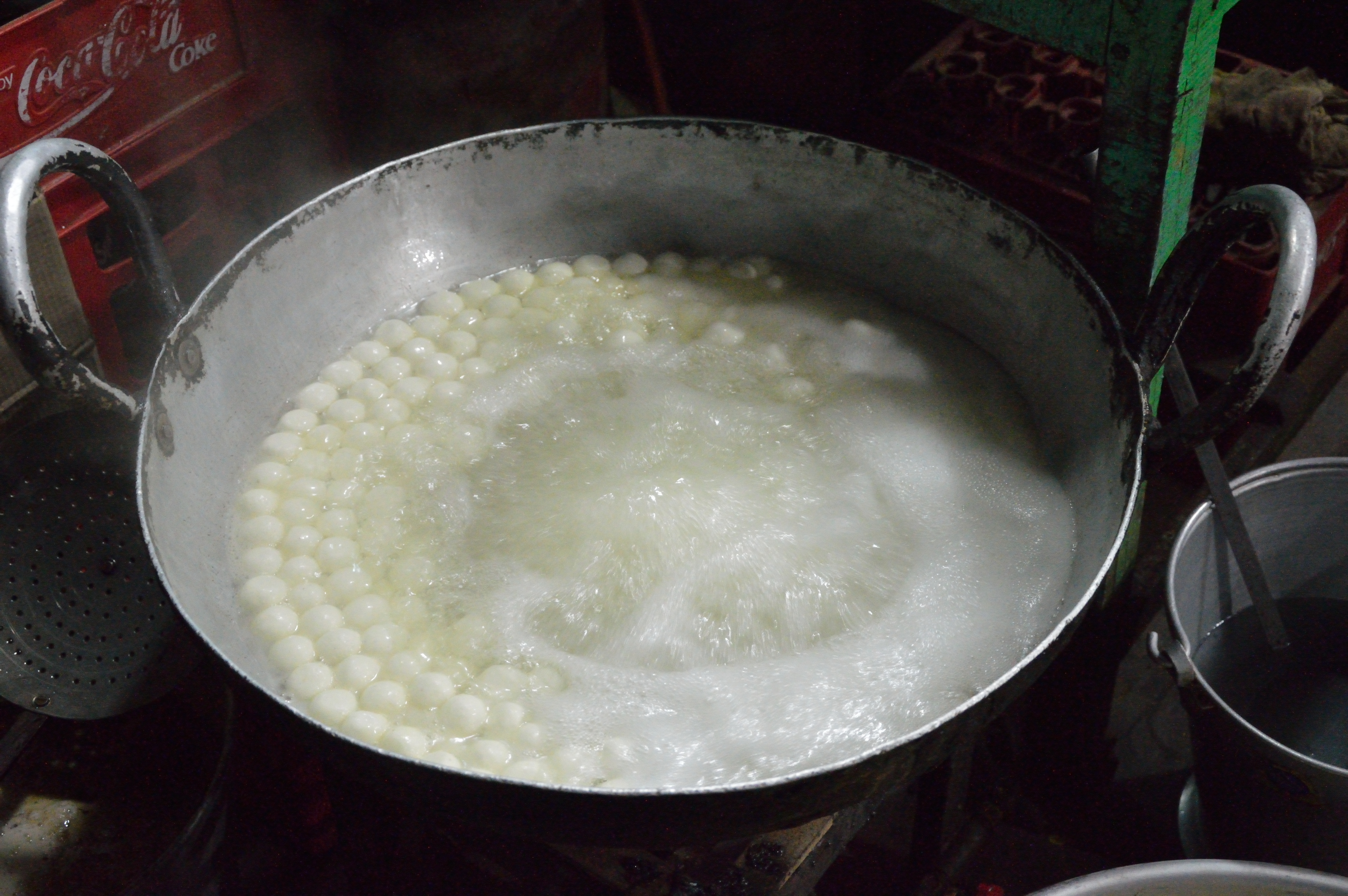
Кульки Ченни варять
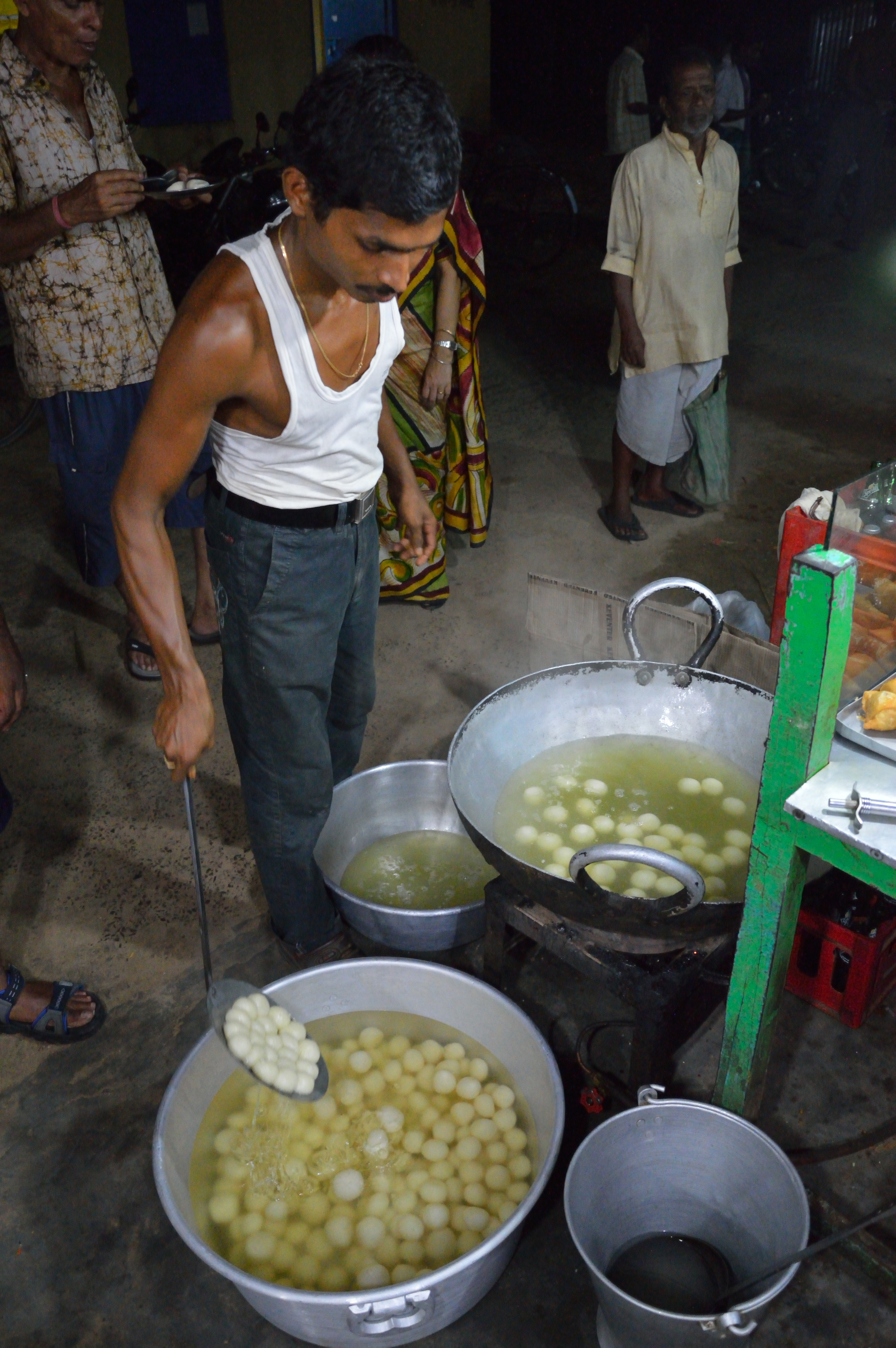
Расгулла виймається із сиропу
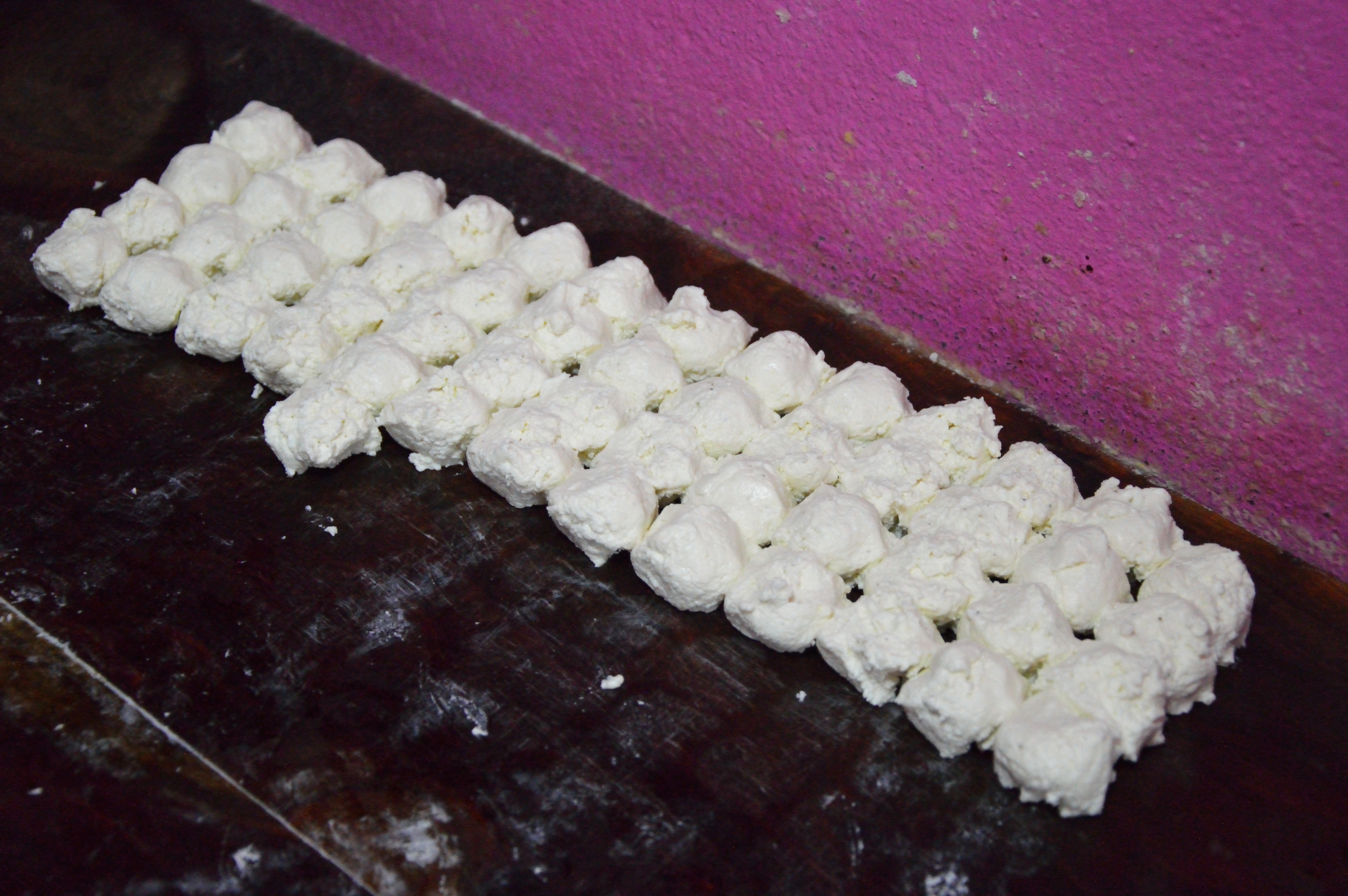
Чхена розділена на кульки

## Варіації
Популярний в Індії Пахал Расагола з району Пахала (розташований між містами Бхубанешвар і Каттак).

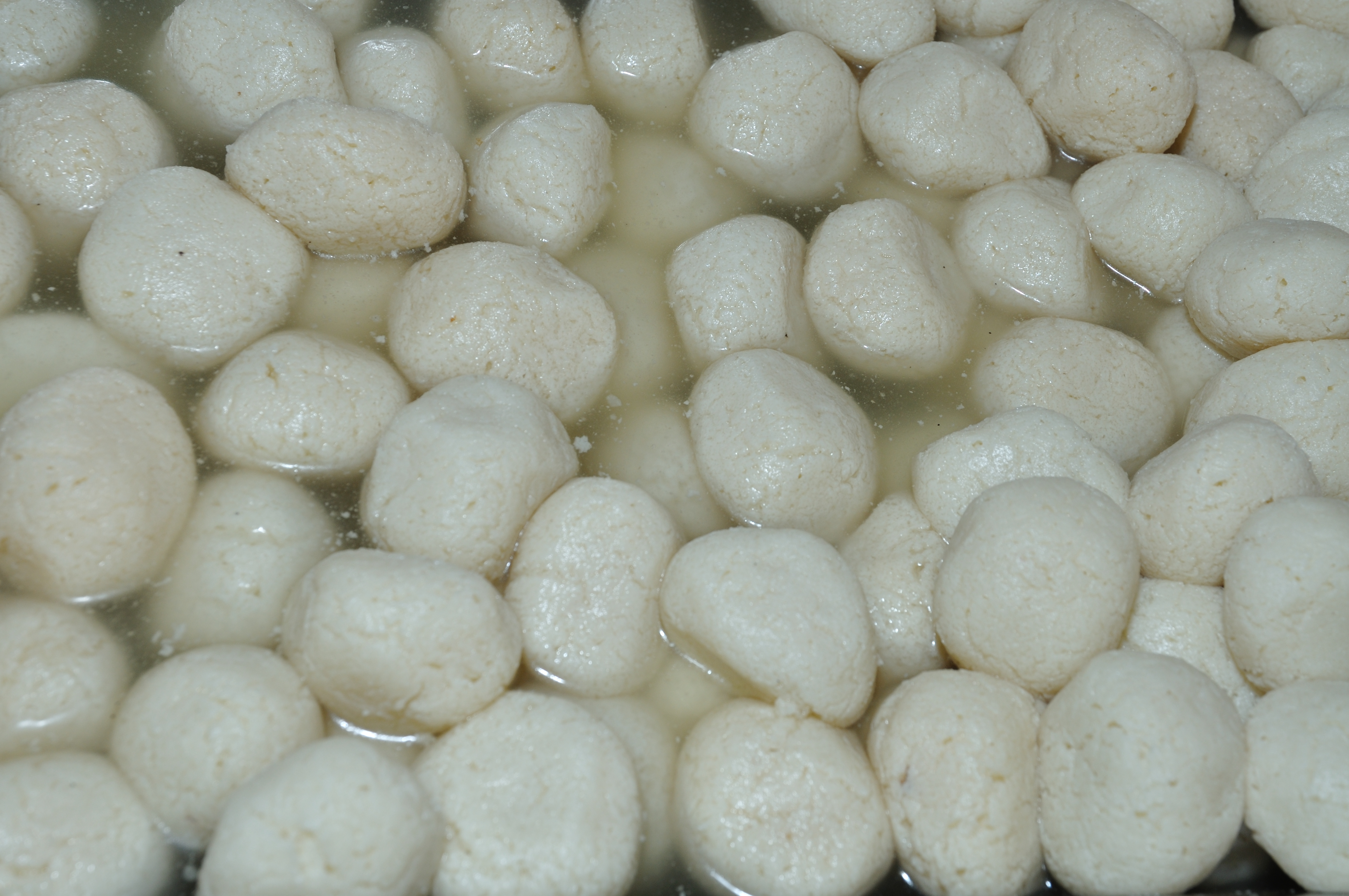
Расгуллас з Колката, Індія
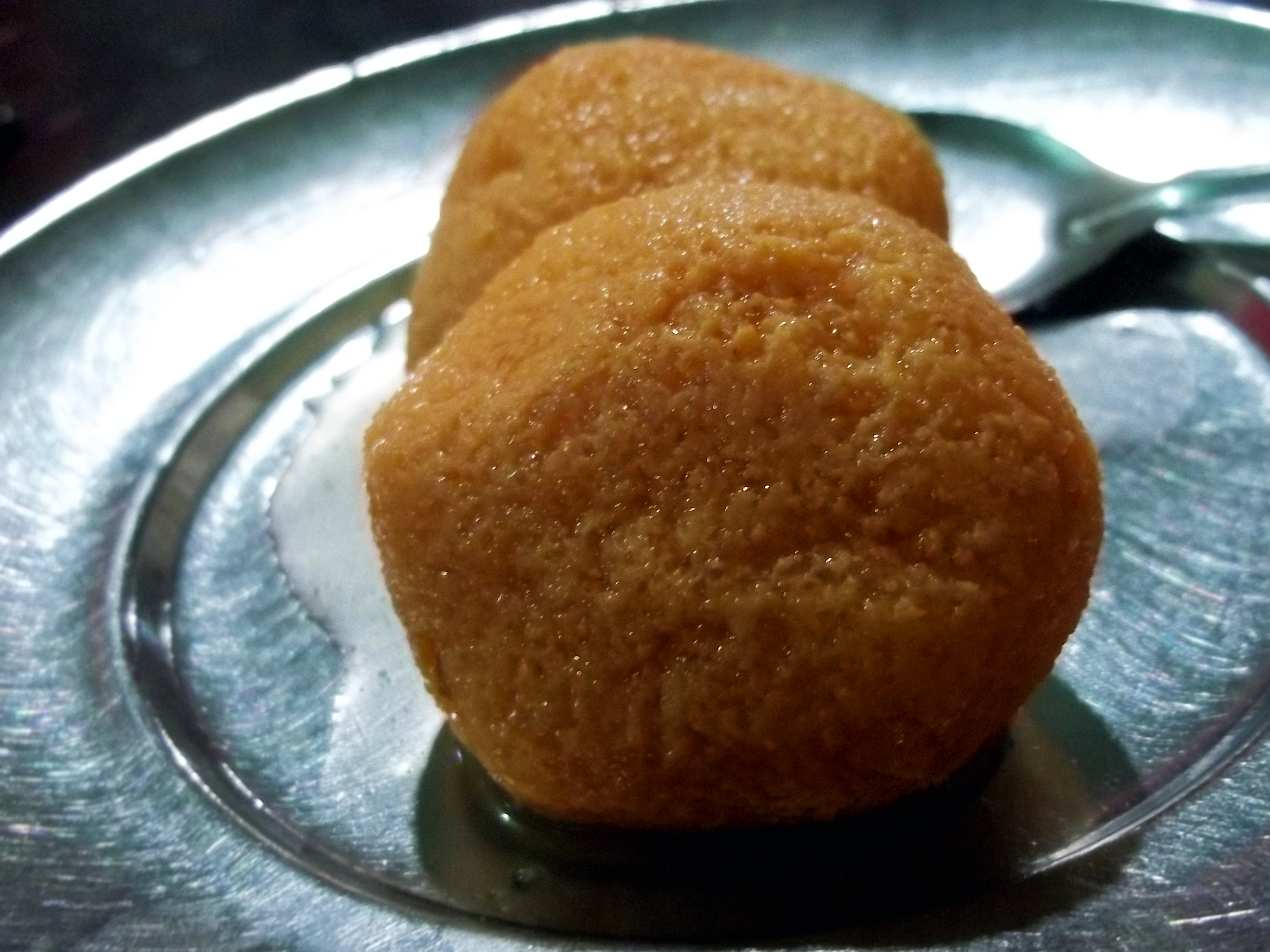
Рудуваті рагули з Пагали, Одіша
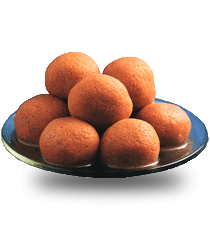
Бікалі Кар Расагола з Салепура, Каттака, Одіші
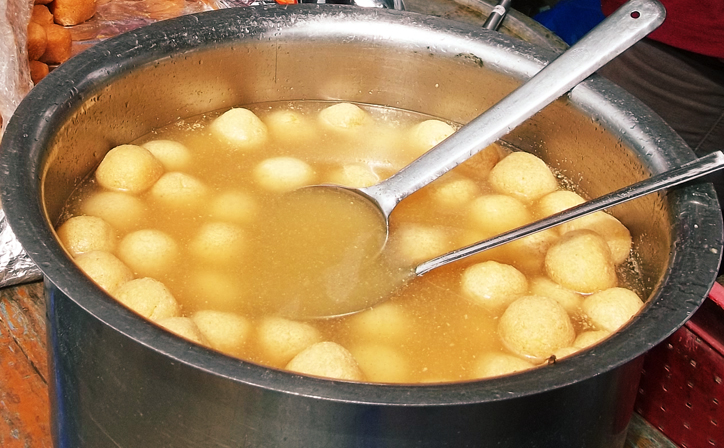
Расагола з Бхубанешвару, Одіша
Раджбхог - варіант кесара расгулли, фарширований всередині сухими фруктами та хоаРаджбхог - варіант кесара расгулли, фарширований всередині сухими фруктами та хоа
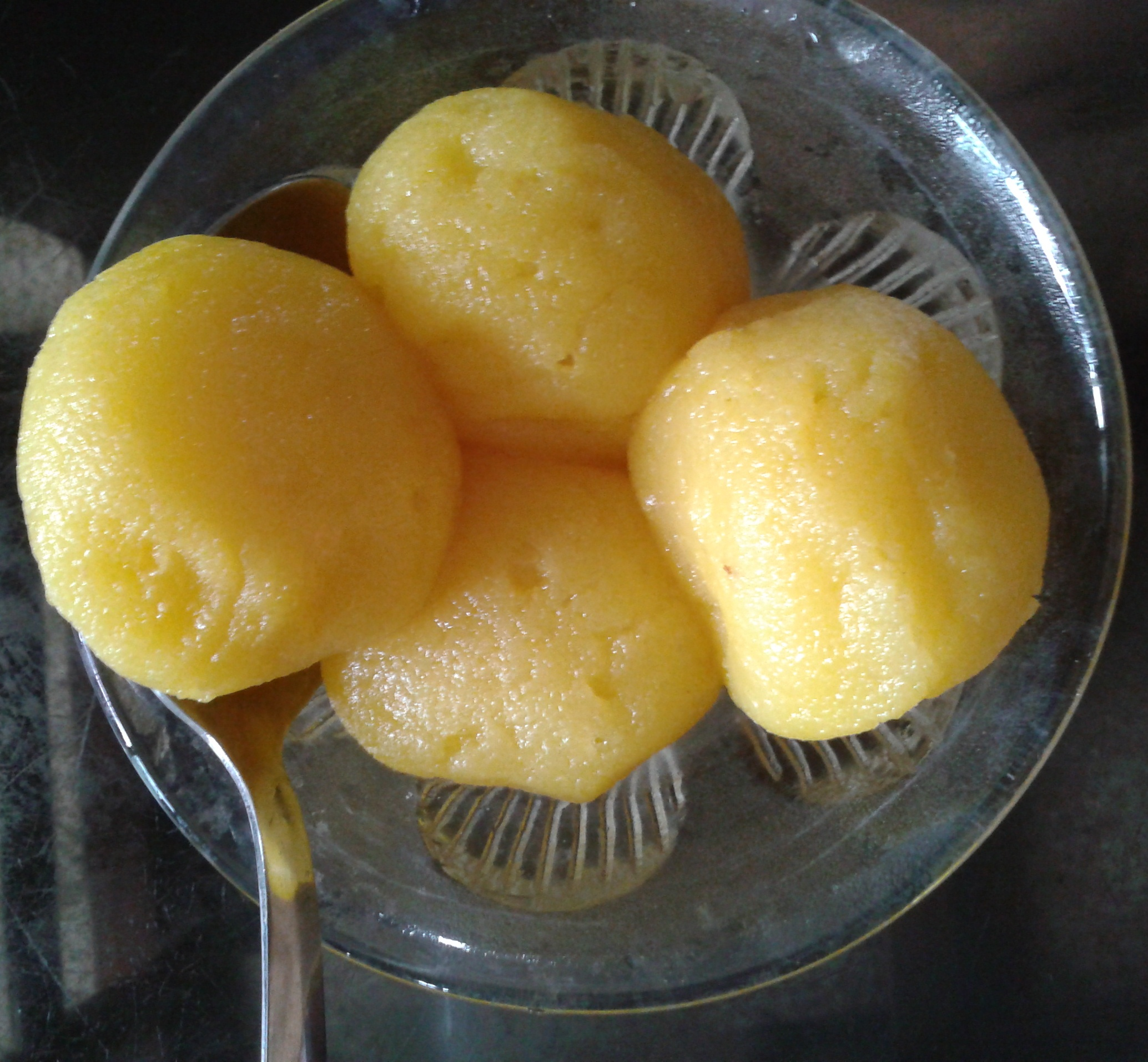
Камалабхог, бенгальська расгулла зі смаком апельсина
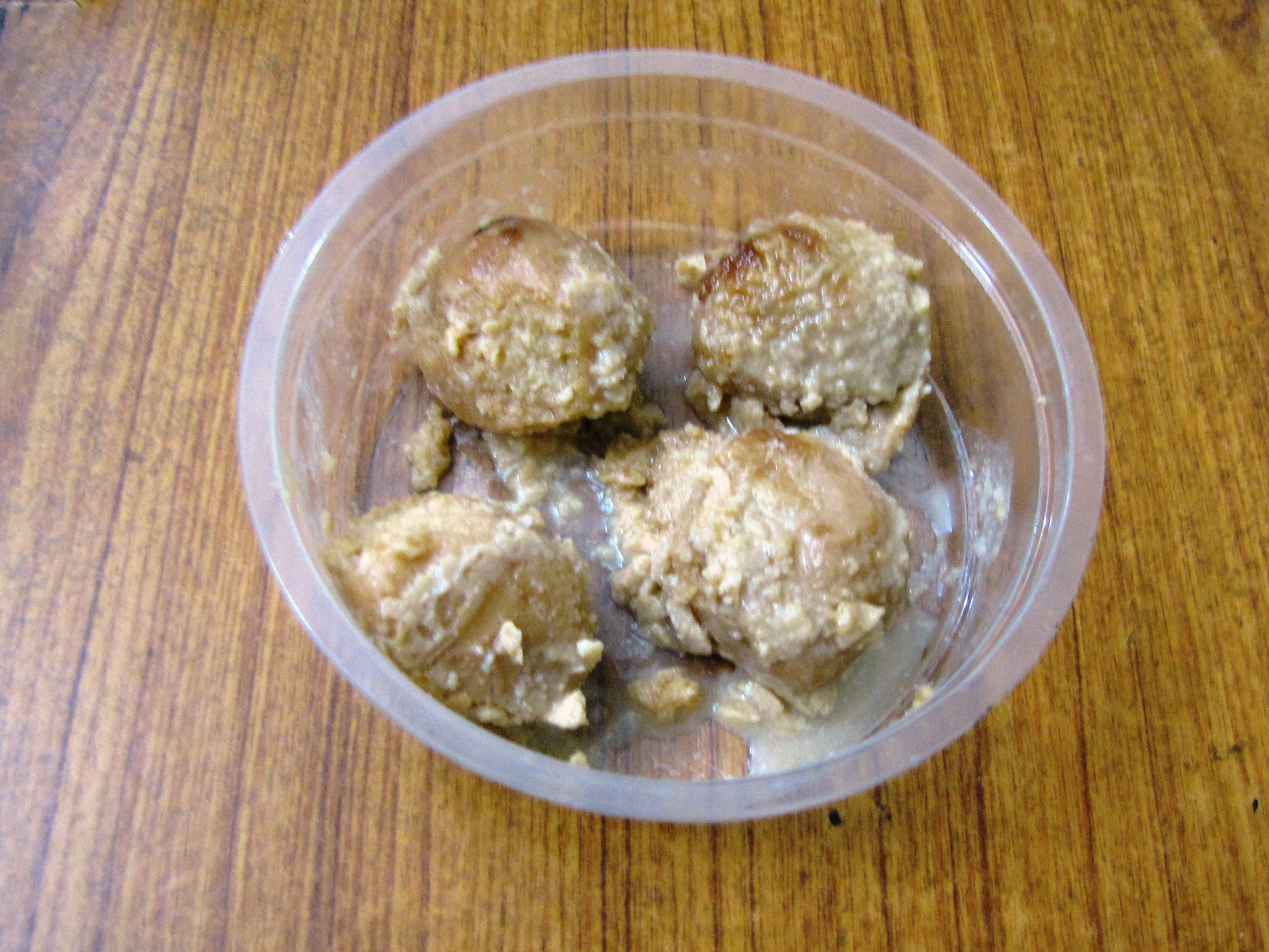
Запечена расгулла - бенгальська варіація
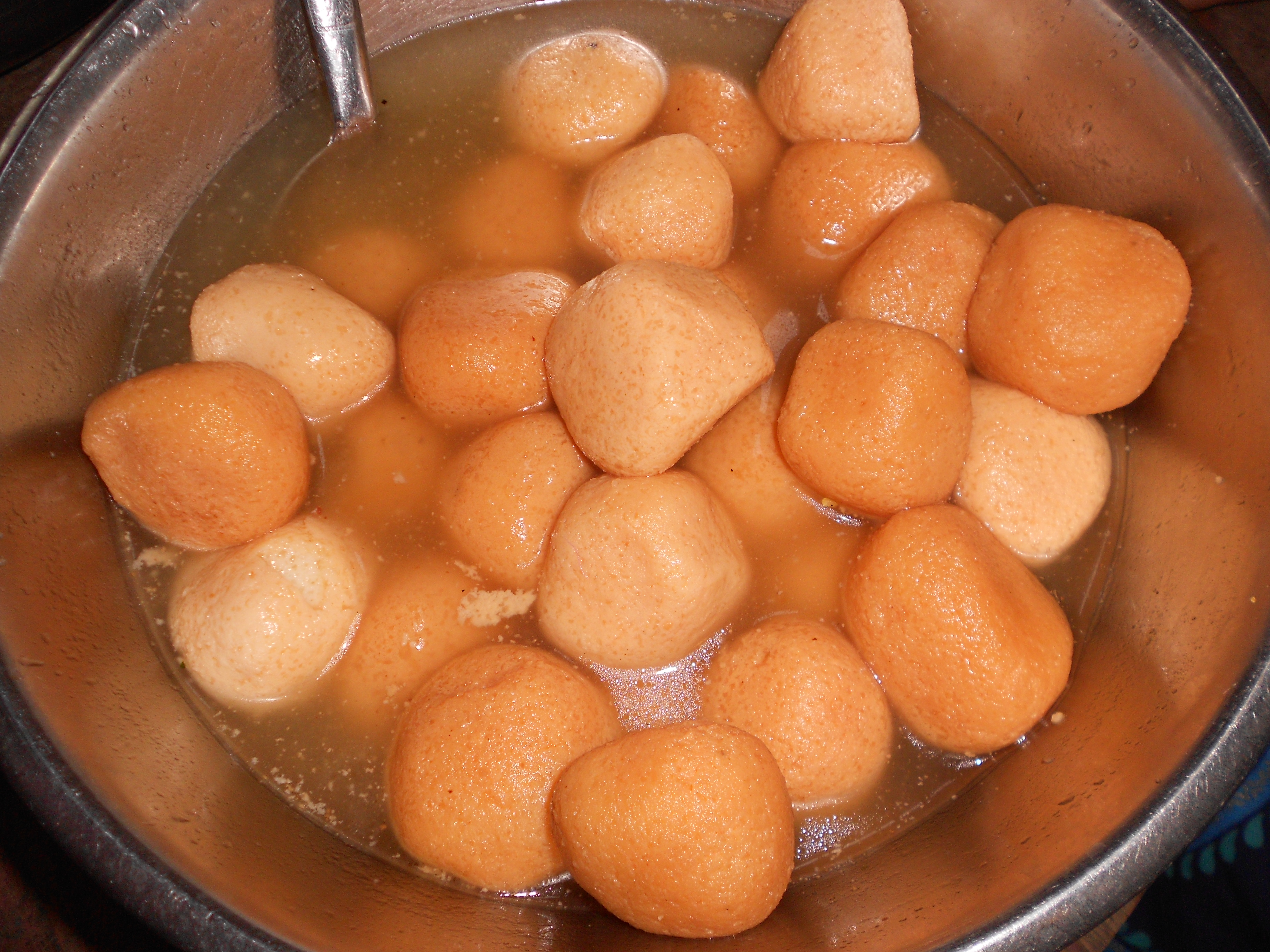
Расагола з Калаганді, Одіша

### Похідні та подібні десерти
Одним з трьох традиційних Одіа chhena десертів єchhena Гайя, chhena Пода і Rasgulla. Через те, що расгулла асоціюється з бенгальською кухнею, Федерація молока Одіші намагалася популяризувати чхе подаючи його, як фірмовий десерт Одія.

## Харчування
Як правило, 100-грам порції расгулли містить 186 калорій, з яких вуглеводів близько 153 калорії, 4 грамів білка і 1,85 грами жиру.

## Тег географічного зазначення (ГІ)

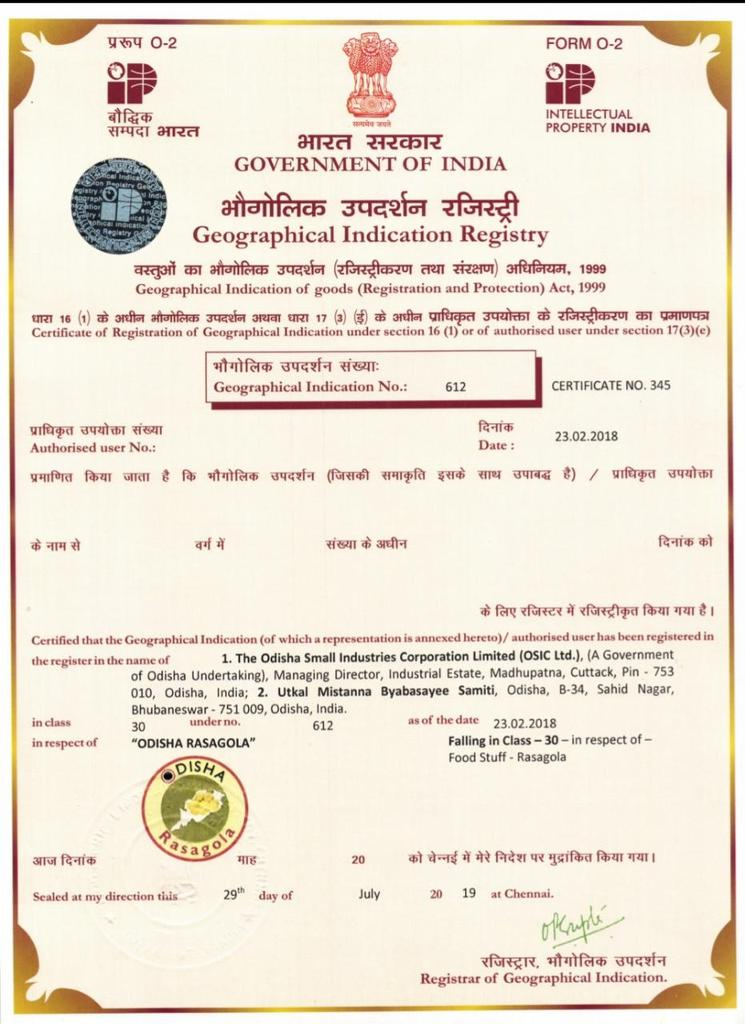
Свідоцтво про статус Одіші Расаґоли

У 2015 році Західна Бенгалія подала заявку на отримання статусу географічного зазначення (ГІ) для «бангларської расоголли» (бенгальська Расгулла). 14 листопада 2017 р. Реєстр ГІ Індії надав Західній Бенгалії статус ГІ для Банглара Разоголли.
Пізніше відділ реєстрації ГІ в Ченнаї спеціально пояснив, що Західна Бенгалія отримала статус ГІ лише для бенгальської версії Расгулли («Банглар Разоголла»), а не для походження солодкого.
У 2018 році Одіша звернулася в реєстр ГІ Ченнаї із заявкою на отримання статусу географічного зазначення. І 29 липня 2019 р. отримав довгожданий статус ГІ Одіші Расаголи.